# Cissampelos sympodialis
A Cissampelos sympodialis é uma espécie de planta da família Menispermaceae. É conhecida popularmente como milona, orelha-de-onça, jarrinha, abuteira e farinha.

## Descrição
É uma espécie da flora brasileira, encontrada do Ceará até o norte de Minas Gerais, ocorrendo principalmente em áreas de semi-árido. Caracteriza-se por folhas peltadas, com as lâminas deltóides, nervação actinodroma-broquidodroma, e o pecíolo espessado nas extremidades. A epiderme é hipoestomática, com células de paredes anticlinais ondeadas na face adaxial e irregularmente sinuosa a ondeada na abaxial. O mesofilo é dorsiventral e o sistema vascular do pecíolo é formado de um anel de feixes isolados colaterais. Esparsos idioblastos de cristais prismáticos foram observados no parênquima peciolar. A morfologia foliar em conjunto com a anatomia da epiderme são caracteres distintivos para Cissampelos sympodialis.

## Uso medicinal
A Cissampelos sympodialis Eichl. é uma espécie cujas folhas e raízes são empregadas na medicina popular para combater doenças respiratórias, como asma, fadiga, cansaço e artrite. 
Estudos conduzidos por pesquisadores brasileiros demonstram a real eficiência da planta como fármaco.